# 直江状
直江状（なおえじょう）は、慶長5年（1600年）に上杉景勝の家老・直江兼続が、徳川家康の命を受けて上杉家との交渉に当たっていた西笑承兌に送った書簡。関ヶ原の戦いのきっかけとなる会津征伐を家康に決意させたとされるが、真贋については各種の説がある｡

## 概要
慶長5年2月、越後領主堀秀治は上杉景勝が武備を整えて謀叛の兆候があると訴え出た。当時政権を握っていた五大老筆頭徳川家康は伊奈昭綱を派遣して上洛を勧告したが、景勝は応じなかった。3月には上杉家重臣藤田信吉が出奔し、景勝の叛意を訴えた。家康は西笑承兌に「謀叛の噂が流れている」として早期の上洛を勧める手紙を書かせ、昭綱と河村長門（増田長盛の家臣）に託した。二人は直江状の記述によると4月13日に会津に到着した。兼続は4月14日付で上洛を拒絶する手紙を送り、会津攻めは決定的となった。この際に兼続が送った手紙が直江状である。
直江状の原本は未発見であるが、寛永17年（1640年）には最も古い写本である南部本が成立した。承応3年（1654年）には京都の中村五郎右衛門が和装本の往来物として刊行するなど、写本は広く流通した。写本の内容はそれぞれ僅かに異なっている。条文数は16ヵ条のものが最も多いが15ヵ条やまれに14ヵ条のものがある。直江状そのものの存在は認める論者からも後世の偽作と疑いをかけられる追而書は付随していない写本のほうが多い。また当時使われない文法や不自然な敬語の使い方など内容に疑問があるため後世の改竄・偽作とする見方もあるが、増田長盛・長束正家等が家康に送った書状や『鹿苑日録』（鹿苑院主の日記を中心とする記録集）の記録から、承兌が受け取った兼続の返書が存在し、それにより家康が激怒したことは確かのようである。
白峰旬は、直江状の本来の目的は、あくまでも上杉家と堀家の事案であり、家康への挑戦状という説を否定している。本文中では、家康にはすべて「内府様」という表現を用い、敬語もきちんと使われているが、一方で堀直政を「讒人」呼ばわりしており、内容としては、あくまでも上杉家への公平な裁定を訴えるものであると見ている。家康への挑戦状というのは江戸幕府成立後、徳川家と上杉家の対立構図を成立させて、会津征伐を正当化する目的で改変されたとも推定している。事実『徳川実紀』には、直江状が傲慢無礼の極みであり、そのために家康が上杉の討伐に向かったと記載されている。

## 承兌書状の概要
景勝卿の上洛が遅れていることについて内府様（徳川家康）は御不審をもっています。上方では穏便でない噂が流れていますので、伊奈図書（昭綱）と河村長門を下らせました。神指原に新城を作ったり、越後河口に橋を造ったりするのは特によくありません。景勝卿がそう思っていても兼続殿が意見しないのは油断であり、内府様の御不審ももっともです。
一、景勝卿に謀叛の心がなければ神社の起請文で申し開きすることが家康公のご内意です。
一、景勝卿が律儀であることは太閤様（豊臣秀吉）以来家康公もご存じです。釈明が認められれば問題はないと思います。
一、近国の堀監物（秀治）が再三謀叛の報告をされているので、しっかりした謝罪がなければ釈明は認められないと思います。ご注意してください。
一、この春、北国の肥前（肥前守＝前田利長）殿も謀叛を疑われましたが、家康公の道理が通った思し召しで、疑いが晴れました。これを教訓としてご覚悟ください。
一、京都では増右（増田右衛門少尉＝長盛）・大刑少（大谷刑部少輔＝吉継）が家康公への話をされているので、釈明は両人へ伝えてください。榊式太（榊原式部大輔＝康政）にも伝えられると良いと思います。
一、なんといっても景勝卿の上洛が遅れているのが原因ですから、一刻も早く上洛されるように、あなた（兼続）がすすめてください。
一、上方では会津で武器を集めていることや、道や橋を造っていることが問題とされています。家康公が景勝卿の上洛を待っているのは高麗（李氏朝鮮）へ降伏するように使者を使わしているからです。降伏しなければ来年か再来年かに軍勢を出すことになります。その相談もありますし、早く上洛して直接釈明されるべきです。
一、愚僧（承兌）と貴殿（兼続）は数年来親しくつきあってきましたから現状が心配です。会津の存亡、上杉家の興廃が決まる時ですから、熟慮が大切です。これは全て使者の口上にも含まれています。頓首。
　　　　　豊光寺
　　　　　　　承兌
卯月朔日
　　直江山城守殿
　　　　　　　御宿所

## 直江状の内容
一、当国の儀其元に於て種々雑説申すに付、内府様御不審の由、尤も余儀なき儀に候、併して京・伏見の間に於てさへ、色々の沙汰止む時なく候、況んや遠国の景勝弱輩と云ひ、似合いたる雑説と存じ候、苦しからざる儀に候、尊慮易かるべく候、定て連々聞召さるべく候事。
一、景勝上洛延引に付何かと申廻り候由不審に候、去々年国替程なく上洛、去年九月下国、当年正月時分上洛申され候ては、何の間に仕置等申付らるべく候、就中当国は雪国にて十月より三月迄は何事も罷成らず候間、当国の案内者に御尋ねあるべく候、然らば何者が景勝逆心具に存じ候て申成し候と推量せしめ候事。
一、景勝別心無きに於ては誓詞を以てなりとも申さるべき由、去年以来数通の起請文反古になり候由、重て入らざる事。
一、太閤以来景勝律儀の仁と思召し候由、今以て別儀あるべからず候、世上の朝変暮化には相違候事。
一、景勝心中毛頭別心これなく候へども、讒人の申成し御糾明なく、逆心と思召す処是非に及ばず候、兼て又御等閑なき様に候はば、讒者御引合せ是非御尋ね然るべく候、左様これなく候内府様御表裏と存ずべく候事。
一、北国肥前殿の儀思召のままに仰付られ候、御威光浅からざる事。
一、増右・大刑少御出頭の由委細承り及び候、珍重に候、自然用所の儀候へば申越すべく候、榊式太は景勝表向の取次にて候、然らば景勝逆心歴然に候へば、一往御意見に及んでこその筋目、内府様御為にも罷成るべく候処に、左様の分別こそ存届けず候へども、讒人の堀監物奏者を仕られ、種々の才覚を以て妨げ申さるべき事にはこれなく候（や）、忠信か、佞心か、御分別次第重て頼入るべく候事。
一、第一雑説ゆえ上洛延引候御断り、右に申宣べる如に候事。
一、第二武具集候こと、上方の武士は今焼・炭取・瓢べ以下人たらし道具御所持候、田舎武士は鉄砲弓箭の道具支度申し候、其国々の風俗と思召し御不審あるまじく候、不似合の道具を用意申され候へば、景勝不届の分際何程の事これあるべく候や、天下に不似合の御沙汰と存じ候事。
一、第三道作り、船橋申付られ、往還の煩なきようにと存ぜらるるは、国を持たるる役に候条此の如くに候、越国に於ても舟橋道作り候、然らば端々残ってこれあるべく候、淵底堀監物存ずべく候、当国へ罷り移られての仕置にこれなきことに候、本国と云ひ、久太郎踏みつぶし候に何の手間入るべく候や、道作までにも行立たず候、景勝領分会津の儀は申すに及ばず、上野・下野・岩城・相馬・正宗領・最上・由利・仙北に相境へ、何れも道作同前に候、自余の衆は
何とも申されず候、堀監物ばかり道作に畏れ候て、色々申鳴らし候、よくよく弓箭を知らざる無分別者と思召さるべく候、景勝に天下に対し逆心の企てこれあり候わば、諸境目、堀切、道を塞ぎ、防戦の支度をこそ仕らるべく候へ。十方へ道を作り付けて逆心のうえ、自然人数を向わせられ候わば、一方の防ぎさえ罷りなるまじく候、いわんや十方を防ぎ候ことまかりなるものにて候や、縦とへ他国へ罷出で候とも、一方にて（こそ）景勝相当の出勢罷成るべく候へ、中々是非に及ばざるうつけ者と存じ候、景勝領分道作申付くる体たらく、江戸より切々御使者白河口の体御見分為すべく候、その外奥筋へも御使者上下致し候条、御尋ね尤もに候、御不審候はば御使者下され、所々境目を御見させ（候はば）、合点参るべく候事。
一、景勝事当年三月謙信追善に相当り候間、左様の隙を明け、夏中御見舞の為上洛仕らる
べく内存に候、武具以下国の覚、仕置の為に候間、在国中きっと相調い候様にと用意申され
候処、増右・大刑少より御使者申分され（候）は、景勝逆心不穏便に候間、別心なきに於ては上洛尤もの由、内府様御内証の由、迚も内府様御等間なく候はば、讒人申分有らまし仰せ越され、きっと御糾明候てこそ御懇切の験したるべき処に、意趣逆心なしと申唱へ候間、別心なきに於ては上洛候へなどと、乳呑子の会釈、是非に及ばず候、昨日まで逆心企てる者も、其行はずれ候へば、知らぬ顔にて上洛仕り、或は縁辺、或は新知行など取り、不足を顧みざる人と交り仕り候当世風は、景勝身上には不相応に候、心中別心なく候へども、逆心天下にその隠れなく候、妄りに上洛、累代弓箭の覚まで失い候条、讒人引合御糾明これなくんば、上洛罷成るまじく候、右の趣景勝理か否か、尊慮過すべからず候、就中景勝家中藤田能登守と申す者、七月半ばに当国を引切り、江戸へ罷移り、それより上洛候、万事は知れ申すべく候、景勝罷違い候か、内府様御表裏か、世上御沙汰次第に候事。
一、千言万句も入らず候、景勝毛頭別心これなく候、上洛の儀は罷成らざる様に御仕掛け候条、是非に及ばず候、内府様御分別次第上洛申さるべく候、たとえこのまま在国申され候とも、太閤様御置目に相背き、数通の起請文反故になり、御幼少の秀頼様へ首尾なく仕られ（なば）、此方より手出し候て天下の主になられ候ても、悪人の名逃れず候条、末代の恥辱と為すべく候、此処の遠慮なく此事を仕られ候や、御心易かるべく候、但し讒人の儀を思召し、不義の
御扱に於ては是非に及ばず候間、誓言も堅約も入るまじき事。
一、爰許に於て景勝逆心と申唱え候間、燐国に於て、会津働とて触れ廻り、或は人数、或は兵粮を支度候へども、無分別者の仕事に候条、聞くも入らず候事。
一、内府様へ使者を以てなりとも申宣ぶべく候へども、燐国より讒人打ち詰め種々申成し、家中よりも藤田能登守引切候条、表裏第一の御沙汰あるべく候事、右条々御糾明なくんば申上られまじき由に存じ候、全く疎意なく通じ、折ふし御取成し、我らに於て畏入るべきこと。
一、何事も遠国ながら校量仕り候有様も、嘘のように罷成り候、申すまでもなく候へども、御目にかけられ候上申入れ候、天下に於て黒白御存知の儀に候間、仰越され候へば実儀と存ずべく候、御心安きまま、むさと書き進じ候、慮外少なからず候へども、愚慮申述べ候、尊慮を得べきためその憚りを顧みず候由、侍者奏達、恐惶謹言。

## 直江状の概要
古今消息集に収録されている直江状による。
一、東国についてそちらで噂が流れていて内府様が不審がっておられるのは残念なことです。しかし、京都と伏見の間においてもいろいろな問題が起こるのはやむを得ないことです。とくに遠国の景勝は若輩者ですから噂が流れるのは当然であり、問題にしていません。内府様にはご安心されるよう、いろいろと聞いて欲しいものです。
一、景勝の上洛が遅れているとのことですが、一昨年に国替えがあったばかりの時期に上洛し、去年の九月に帰国したのです。今年の正月に上洛したのでは、いつ国の政務を執ったらいいのでしょうか。しかも当国は雪国ですから十月から三月までは何も出来ません。当国に詳しい者にお聞きになれば、景勝に逆心があるという者など一人もいないと思います。
一、景勝に逆心がないことは起請文を使わなくても申し上げられます。去年から数通の起請文が反故にされています。同じことをする必要はないでしょう。
一、秀吉様以来景勝が律儀者であると家康様が思っておられるなら、今になって疑うことはないではないですか。世の中の変化が激しいことは存じていますが。
一、景勝には逆心など全くありません。しかし讒言をする者を調べることなく、逆心があると言われては是非もありません。元に戻るためには、讒言をする者を調べるのが当然です。それをしないようでは、家康様に裏表があるのではないかと思います。
一、前田利長殿のことは家康様の思う通りになりました。家康様の御威光が強いということですね。
一、増田長盛と大谷吉継がご出世されたことはわかりました。たいへんめでたいことです。用件があればそちらに申し上げます。榊原康政は景勝の公式な取次です。もし景勝に逆心があるなら、意見をするのが榊原康政の役目です。それが家康様のためにもなるのに、それをしないばかりか讒言をした堀監物（直政）の奏者を務め、様々な工作をして景勝のことを妨害しています。彼が忠義者か、奸臣か、よく見極めてからお願いすることになるでしょう。
一、噂は上洛が遅れているから生まれたことでしょうが、実際は今まで申し上げたとおりです。
一、武器についてですが、上方の武士は茶器などの人たらしの道具をもっていますが、田舎武士は鉄砲や弓矢の支度をするのがお国柄と思っていただければ不審はないでしょう。景勝が不届きであって、似合わない道具を用意したとして何のことはありません。そんなことを気にするなんて、天下を預かる人らしくないですよ。
一、道や船橋を造って交通の便を良くするのは、国を持つ者にとっては当然です。越後国においても船橋道をつくりましたが、それは（自分達が）国に移って来た時に全然作られていなかったからで、堀監物は良くご存知のはずです。越後は上杉家の本国ですから、堀秀治ごときを踏みつぶすのに道など造る必要はありません。景勝の領地は様々な国と接していますが、いずれの境でも同じように道を造っています。それなのに道を造ることに恐れをなして騒いでいるのは堀監物だけです。彼は戦のことをまったく知らない無分別者と思ってください。謀反の心があれば、むしろ道を塞ぎ、堀切や防戦の支度を整えるでしょう？あちこちに道を作って謀反を企てたところで、大人数で攻められた護りようもないじゃありませんか。いくら他国への道を造ろうとも、景勝も一方にしか軍勢を出せないというのに、とんでもないうつけ者です。江戸からの御使者は白河口やその奥を通っておられますので、もし御不審なら使者を下されて見分させてください。そうすれば納得されるでしょう。
一、今年の三月は謙信の追善供養にあたります。景勝はその後夏頃お見舞いのために上洛するおつもりのようです。武具など国の政務は在国中に整えるよう用意していたところ、増田長盛と大谷吉継から使者がやってきて、景勝に逆心がなければ上洛しろとの家康様のご意向を伝えられました。しかし、讒言をするものの言い分をこちらにお伝えになった上で、しっかりと調べていただければ、他意はないとわかります。ですが逆心はないと申し上げたのに、逆心がなければ上洛しろなどと、赤子の言い方で問題になりません。昨日まで逆心を持っていた者も、知らぬ顔で上洛すれば褒美がもらえるようなご時世は、景勝には似合いません。逆心はないとはいえ、逆心の噂が流れている中で上洛すれば、上杉家代々の弓矢の誇りまで失ってしまいます。ですから、讒言をする者を引き合わせて調べていただけなくては、上洛できません。この事は景勝が正しいことはまちがいありません。特に景勝家中の藤田信吉が7月半ばに当家を出奔して江戸に移った後に上洛したということは承知しています。景勝が間違っているか、家康様に表裏があるか、世間はどう判断するでしょうか。
一、申し上げるまでもありませんが、景勝に逆心など全くありません。しかし、上洛できないように仕組まれたのでは仕方ありません。家康様の判断通り上洛しなければならないことはわかっています。このまま上洛しなければ、太閤様の御遺言に背き、起請文も破り、秀頼様をないがしろにすることになりますので、たとえこちらから兵を起こして天下を取っても（逆に言えば「戦っても勝てる」と暗喩）、悪人と呼ばれるのは避けられず、末代までの恥辱です。そのことを考えないわけはありませんので、どうかご安心ください。しかし讒言をする者を信用され、不義の扱いをされるようではやむを得ません。誓いも約束も必要もありません。
一、景勝に逆心があるとか、隣国で会津が攻めてくると言いふらし、軍備を整えるのは無分別者のやることです。聞くまでもありません。
一、家康様に使者を出して釈明するべきとは思いますが、隣国から讒言をする者、家中から藤田信吉が出奔するような状況では、（家康様も）逆心があると思われているでしょう。そこに使者など出しては表裏があると噂されるでしょう。ですから讒言をする者を調べられなくては、釈明などできません。我々には他意などありませんので、しっかりお調べになれば我々も従います。
一、遠国なので推量しながら申し上げますが、なにとぞありのままにお聞き下さい。当世様へあまり情けないことですから、本当のことも嘘のようになります。言うまでもありませんが、この書状はお目にかけられるということですから、真実をご承知いただきたく書き記しました。はしたないことも少なからず申し上げましたが、愚意を申しまして、ご諒解をいただくため、はばかることなくお伝えしました。侍者奏達。恐惶敬白。
　　　　　　　　直江山城守
　　　　　　　　　　　　兼続
慶長
　　四月一四日
　　豊光寺
　　　　侍者御中

## 真贋論争

### 偽書説
明治・大正期の史家・徳富蘇峰は「関ヶ原役中の一大快文字だ。否な豊臣の末期から、徳川の初期にかけて、かかる快文字は、ほとんどその比類がない」と絶賛したが、1980年代には桑田忠親は「後世の好事家の偽作にすぎない」、二木謙一は「『直江状』と称する古文書までが偽作されたほどである」と唱えた。

### 偽書･偽文書ではないが、後世に改竄されたとする説
1998年に宮本義己がこれに具体的な根拠を与えた。一つには文言の問題がある。「可被尊意安候」は「可被御心安候」、「可申宣候」は「可申入候」とあるべきとし、ほかにも同格以上の相手に「下着」とか「多幸々々」のような体言止めは用いず「下着候」とするのが自然とした｡「尊書」とか「拝見」という用字も疑問視されるとし、「侍者奏達恐惶敬白」も通例に馴染まない特異なものとした。
また、のちに石田三成の挙兵に加担する大谷吉継・増田長盛との関係がこの時点から強調される点も不自然と指摘をした。「これほど的確に当時の政情を物語る文書も珍しい」としながらも、「偽文書ではないが、後世の改ざんかねつ造」との見方を主張している。宮本は2008年に発表された論文で、以下の点についても疑問点を指摘している｡使者の伊奈昭綱と河村長門は4月10日に伏見を出発したにもかかわらず、直江状には4月13日に使者が会津に到着したと書かれており、当時の交通事情で3日間での移動は物理的に不可能とする｡承兌の書状だけが別の使者によって先に届けられた可能性については、承兌の書状に「使者の口上に申し含め候」とあることから使者と書状は一体でなければならないとする｡また増右・大形少という敬称なしの表現も豊臣政権の重責を担う二人であることに配慮したなら、陪臣である兼続は増田右衛門尉殿・大谷刑部少輔殿と記すのが身分制社会の礼儀であり、実際、慶長3年2月10日付けの兼続書状には治部少輔殿と敬称が使われており、これとの比較においても不自然極まりないとする。

### 真書説
一方で今福匡は現存する写本を比較した上で『「当時のままの字句」ではないという条件付きで、「直江状」の存在を容認したい』とし、（「既に家康なり秀忠なりによる下向（征伐）の用意を始めているという噂がある。それならすべてはその折りにお相手（迎撃）致そう」という挑発文言の入った）「直江状追而書」については笠谷和比古も指摘した「後代の偽作挿入の可能性」に留意しつつも、追而書のある直江状が徳川氏周辺から出ていることから、筆写の段階で欠落または意図的に削除された可能性を指摘している。また山本博文は後に三成の盟友となる大谷吉継が家康側として書かれているのは後世の偽作家には書けない表現であるとした上で、当事者しか知りえない事実が書かれているとして、原本か写しが存在したと見ている。
また作家の桐野作人は、
1. 書状中に「可御心安候」という文言があることから直江は「尊意」とは明らかに区別して使用している
2. （宮本が直江より身分的に上位とした）承兌は、直江とは連歌をともにしており、また豊臣姓を賜っている直江は陪臣ではないため、二人の身分の上下を測るのは難しい。敬語の用法がおかしいというより友人関係を反映した表現
3. 大谷・増田の箇所は宮本の誤読であり、二人が上杉の上洛問題に関わることと三成の挙兵とは関係はない

などと反論。豊臣政権の三奉行・三中老が家康の上杉征伐を諌めた連書状に「今度直江所行相届かざる儀、御立腹もっともに存じ候」とあることや、上杉景勝が重臣にあてた書状の内容が直江状に酷似している点などから、「多数の伝本があり、少なからず異同も見られるが、全体としては信用できる史料」とし、「追而書だけは後世の偽作の可能性がある」との見方を示した。
白峰旬は自身の研究の中で、直江状の写しが『上杉家御年譜』の「景勝公御年譜」、『歴代古案』、『覚上公御書集』のいずれにも収載されている点を指摘し、江戸期の上杉家の修史作業において、直江状が本物であるとみなされた可能性が高いと主張している。また直江状より少し後の慶長5年7月に、徳川秀忠が村上頼勝に、自らの書状に直江状の写しをつけて送付しているが、村上頼勝は当時堀秀治の与力大名であり、直江状送付の発端となった堀家に、上杉側の書状の内容を知らせる目的があったともしている。今福匡は「不特定多数の大名に写しが送られた」との見解を示しているが、白峰は、実際は堀家とその関係者には写しが送付されたと考えられるとみなしている。
福島県文化振興財団編の『直江兼続と関ヶ原』では、直江状の真偽について以下のような指摘がなされている。偽書であるという指摘の一つに、当時の高僧である西笑承兌に対しての返書としての表現が挙げられる。身分ある相手に対して、不敬とも考えられる体言止めの多用があり、その後に丁寧な文体の表現と一貫性を欠いた表現となるのが、不自然と捉えられる理由である。ただ直江状には感情の起伏による表現が窺えることから、むしろこのような書かれ方もありうる話であり、また体言止めの多用は、兼続が漢詩に通じていたからという見方もできる。また「増右・大刑少」という略称も、他の直江兼続の文書から窺えるように、本人が歯に衣着せぬ人物であったとすれば、うなずけるものである。
また日付に不自然な点が見られるという指摘もある。家康の使者伊奈昭綱が、承兌の書状を携えて伏見を発ったのは、慶長5年4月10日であるが、直江状にはその書状が4月13日に届いたとある。その当時伏見から3日で会津に届くのは不可能だが、承兌の書状の冒頭には「わざと飛礼をもって申し達し候」、つまり敢えて急ぎの便にて送るとある。また承兌の書状の末尾には「万端使者口上に申し含め候」とあるが、家康の使者である伊奈に、承兌が言い含めるというのも妙なことであり、承兌が伏見に滞在中の3月末から4月1日の間に書いた書状を、伊奈が届けたのではなく、それより前に急ぎの便で送ったということも考えられる。重大なことを急いで知らせるというのは、承兌と兼続の長年の交友関係による、兼続への気遣いとみなされる。
直江状には、承兌の書状冒頭にある「香指原新地」の築城（神指城）への質問に対する回答が記載されていない。真書であるとすれば、これは説明の必要がなかったのか、または説明が不可能であったのかのどちらかである。もしこれが後世の創作であるとすれば、創作者が神指城築城の意味を理解していなかった可能性もある。